# Nikolai Triik
Nikolai Voldemar Triik (Tallin, 7 de agosto de 1884 – Tallin, 12 de agosto de 1940) fue un pintor modernista, artista gráfico, grabador y profesor estonio. Su obra presenta elementos del simbolismo y el expresionismo.

## Biografía
Proveniente de una familia de clase media, tras graduarse de las escuelas públicas en 1901, se inscribió en la Academia de Arte e Industria de San Petersburgo, pero fue expulsado por participar en una huelga estudiantil durante la Revolución de 1905. Regresó a casa y continuó sus estudios en la escuela de arte privada dirigida por Ants Laikmaa, aunque más tarde volvió a San Petersburgo para tomar clases con Osip Braz.
Al año siguiente, acompañó a Konrad Mägi y Aleksander Tassa en un viaje a Åland y pasó un tiempo en Helsinki, en la escuela operada por la «Asociación Finlandesa de Arte». Poco después, se casó con la hija de un adinerado propietario de una fábrica y se mudó a París, donde asistió a cursos en la Académie Colarossi, la Académie Julian y la École des Beaux-Arts.

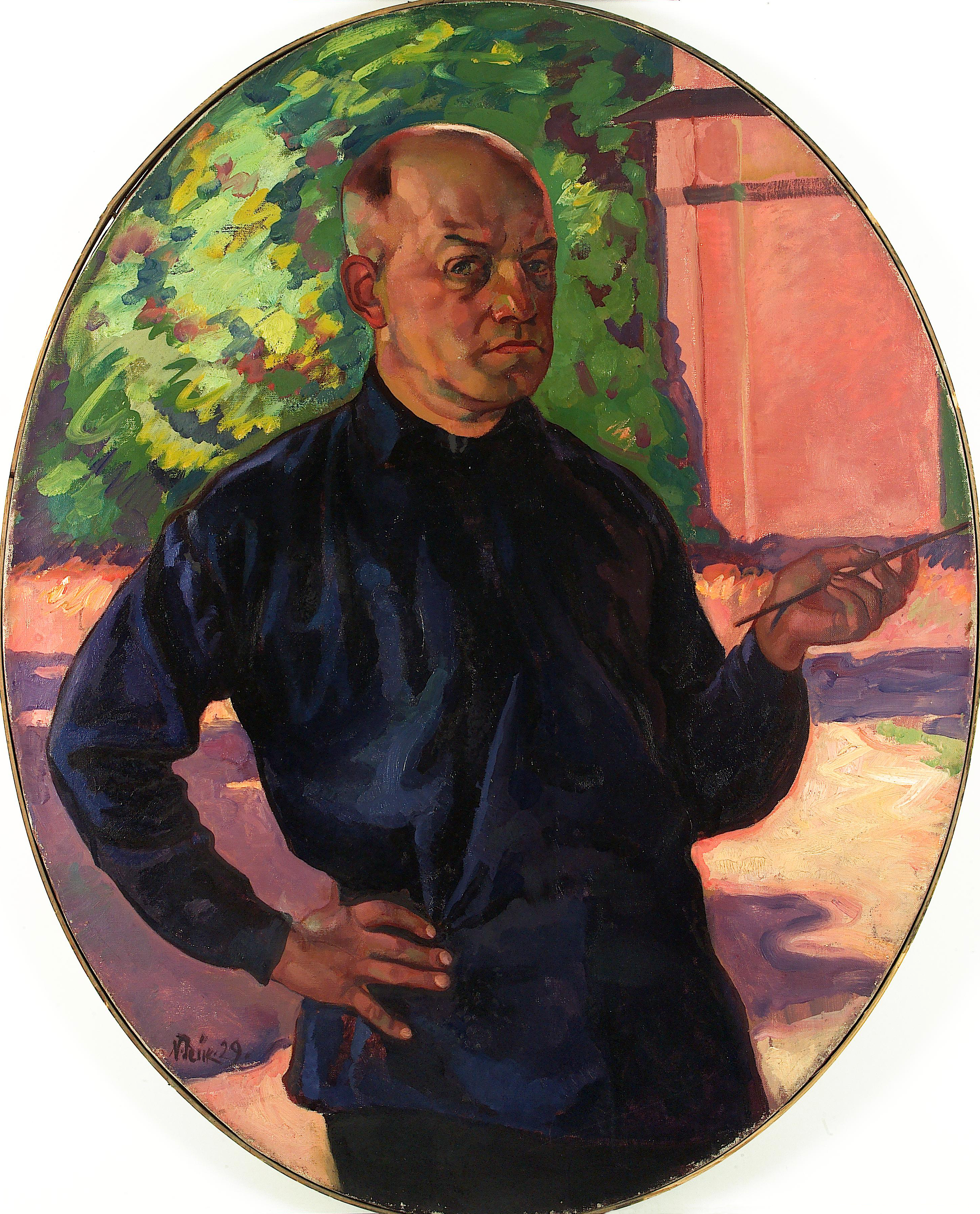
Autorretrato (1929).

Cuando finalizó sus estudios allí, visitó Noruega, luego regresó a San Petersburgo y asistió como oyente a clases en la academia de arte dirigida por Nicholas Roerich. Durante los dos años siguientes, se trasladó entre San Petersburgo y Tartu. En 1911, comenzó a producir una sección de arte para una revista publicada por la asociación literaria Noor-Eesti («Joven Estonia»), y creó una serie de obras basadas en el folclore estonio. Tras más viajes a Copenhague y Berlín, se estableció de forma permanente en Estonia en 1913, trabajando como profesor de arte.
En 1916, se convirtió en miembro del consejo de administración de la Eesti Kunstiselts (asociación de arte) y, de 1919 a 1920, estuvo a cargo de las Bellas artes en el Ministerio de Educación de Estonia. Ese mismo año, se unió a una asociación artística progresista llamada «Pallas» y se trasladó a Tartu para enseñar en su escuela.
Entre 1922 y 1926 dio clases particulares en su propio estudio en Tartu, y luego trabajó como artista independiente hasta 1928. Cinco años después, se convirtió en el primer estonio en ser nombrado profesor de arte. Su segunda esposa, Viktoria (hija de Mihkel Martna), falleció en 1935, a la edad de tan solo cuarenta y cuatro años. A comienzos de 1940 cayó enfermo y regresó a Tallin, donde murió poco tiempo después.

## Trabajos

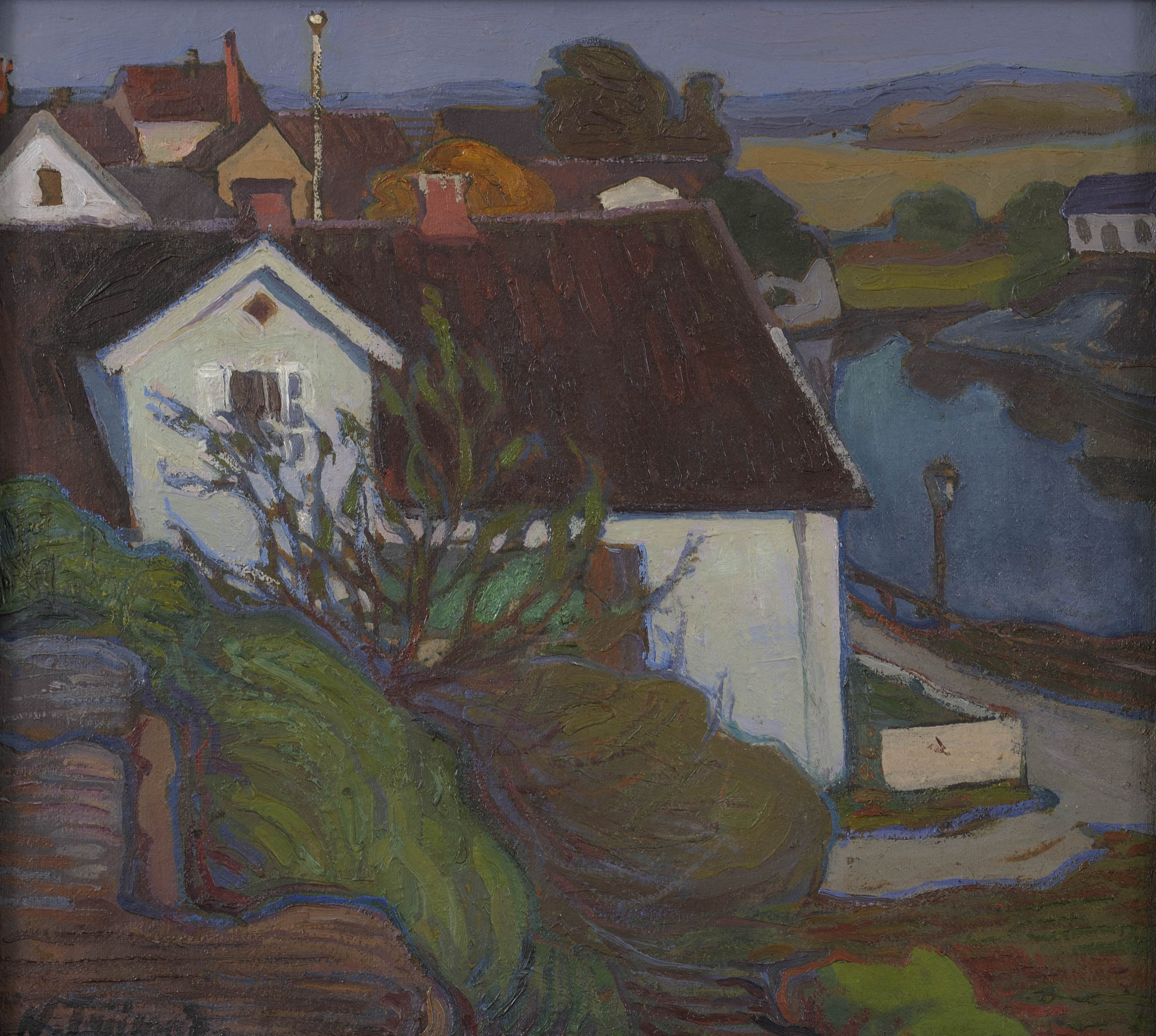
Vista de una pequeña ciudad (1905-1909)
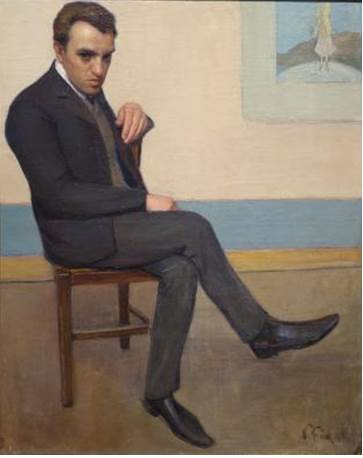
Retrato de Konrad Mägi (1908)
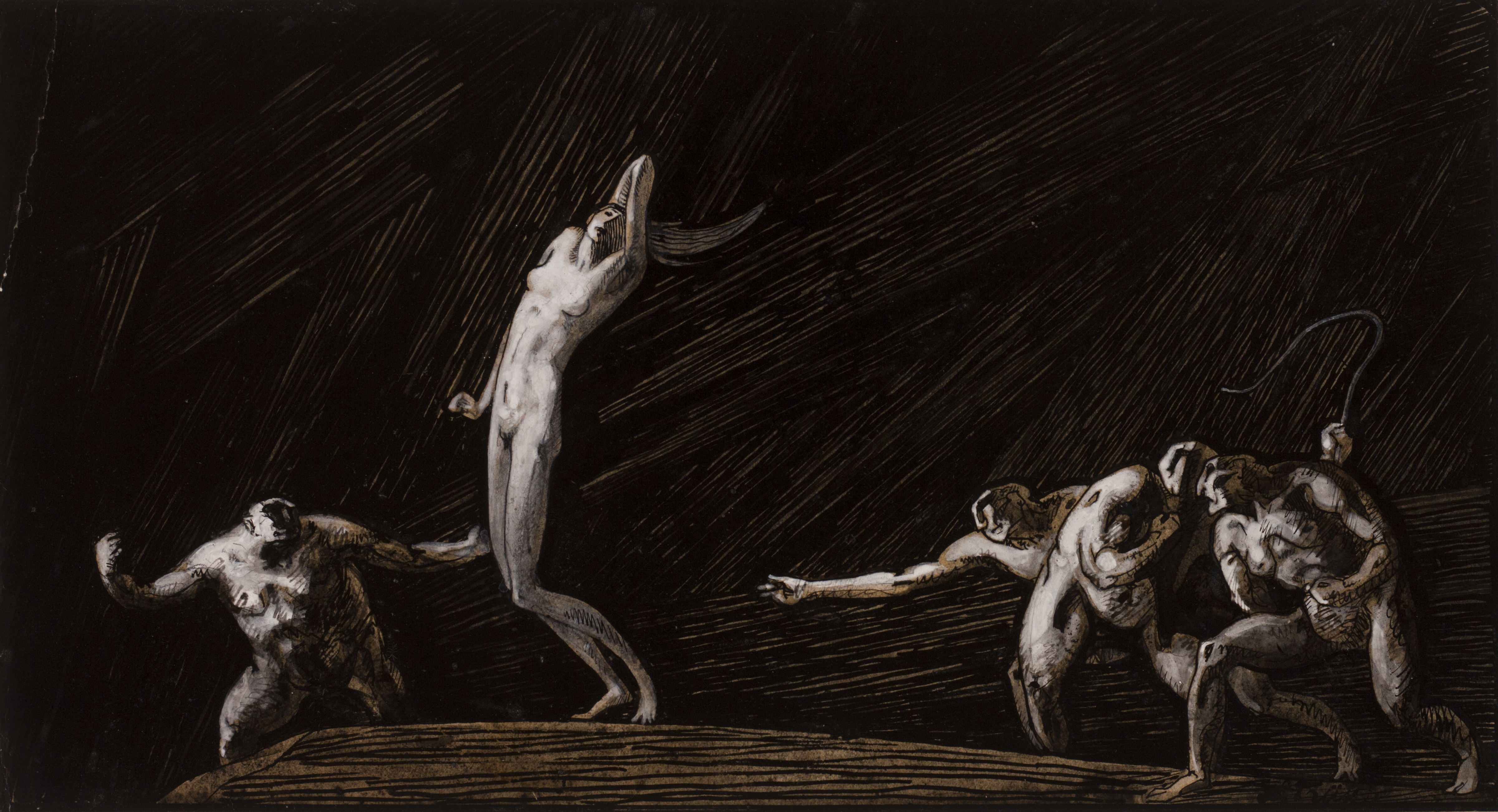
Caza (1913)
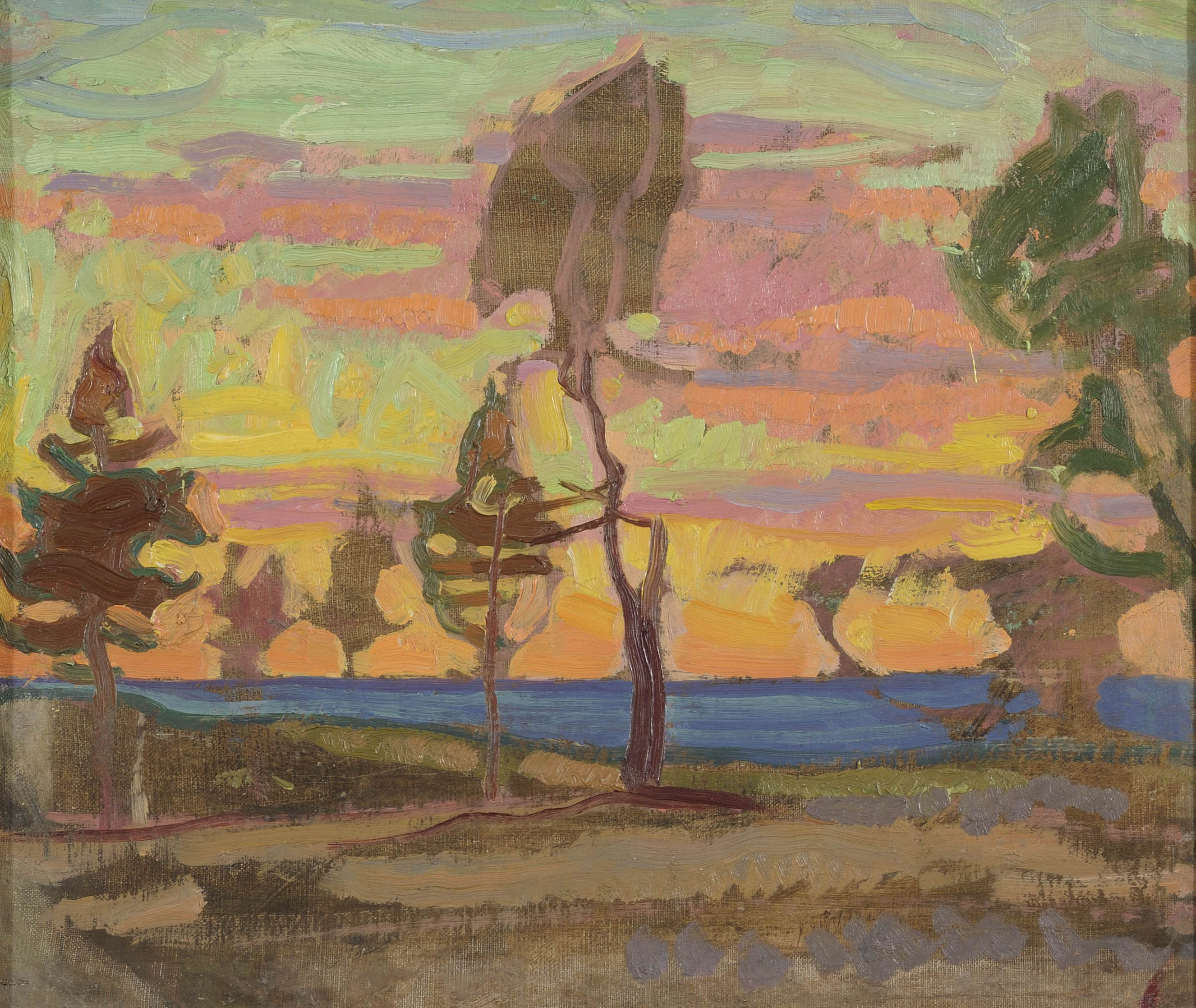
Paisaje finlandés (1914)
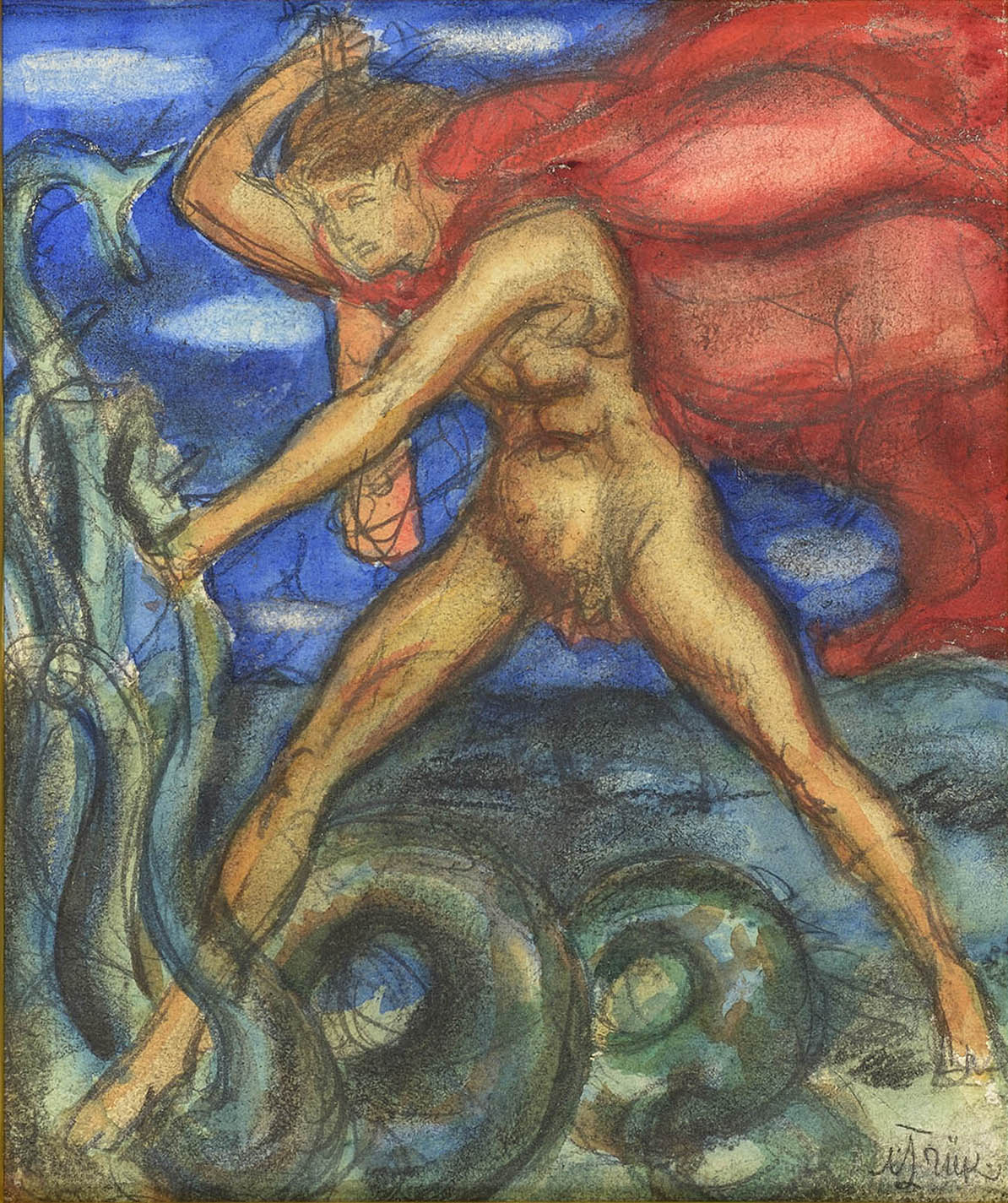
Lucha con la Hidra (sin fecha)
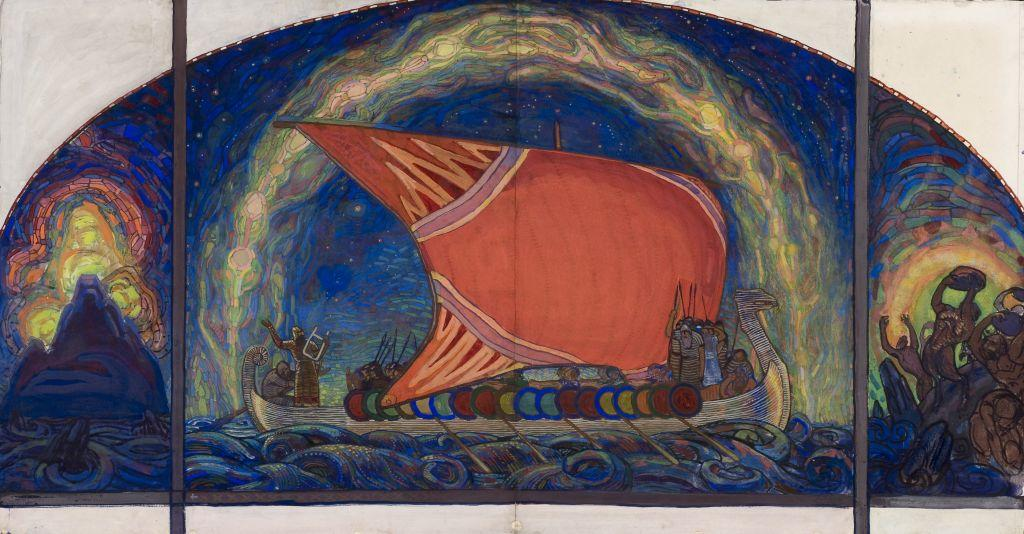
Lennuk (1910)
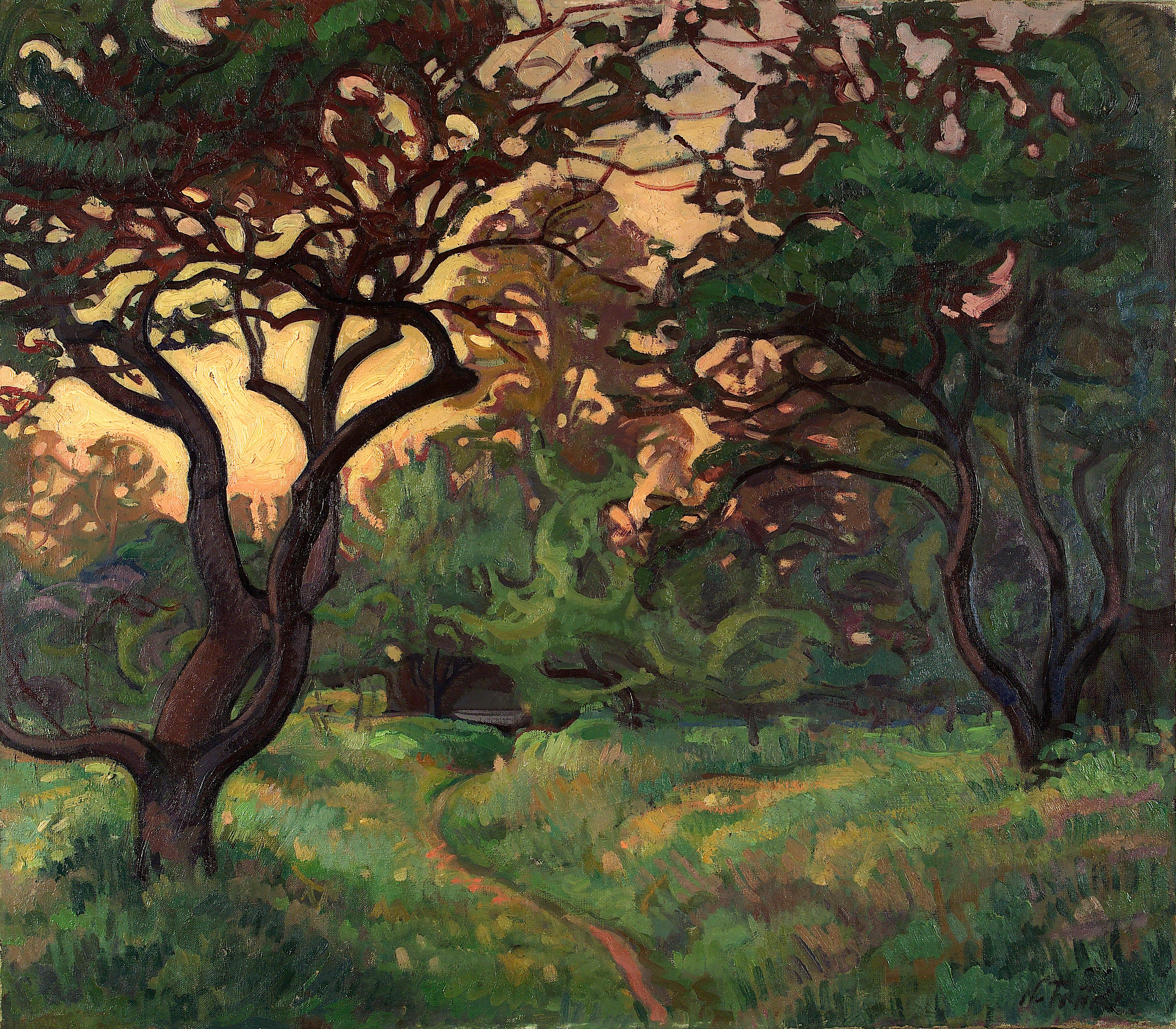
Jardín antiguo (1917)
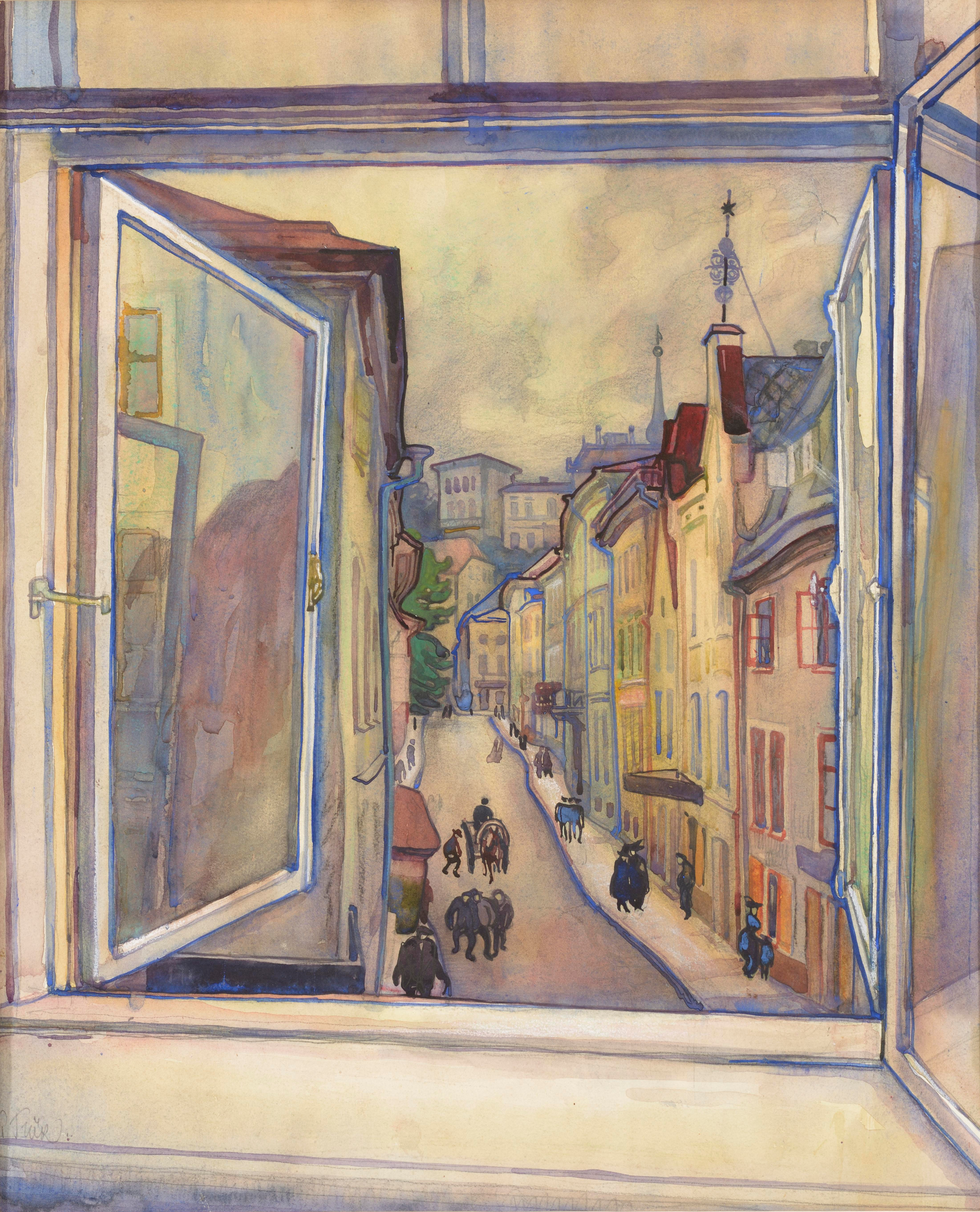
Desde la ventana (Tallin) (1913)
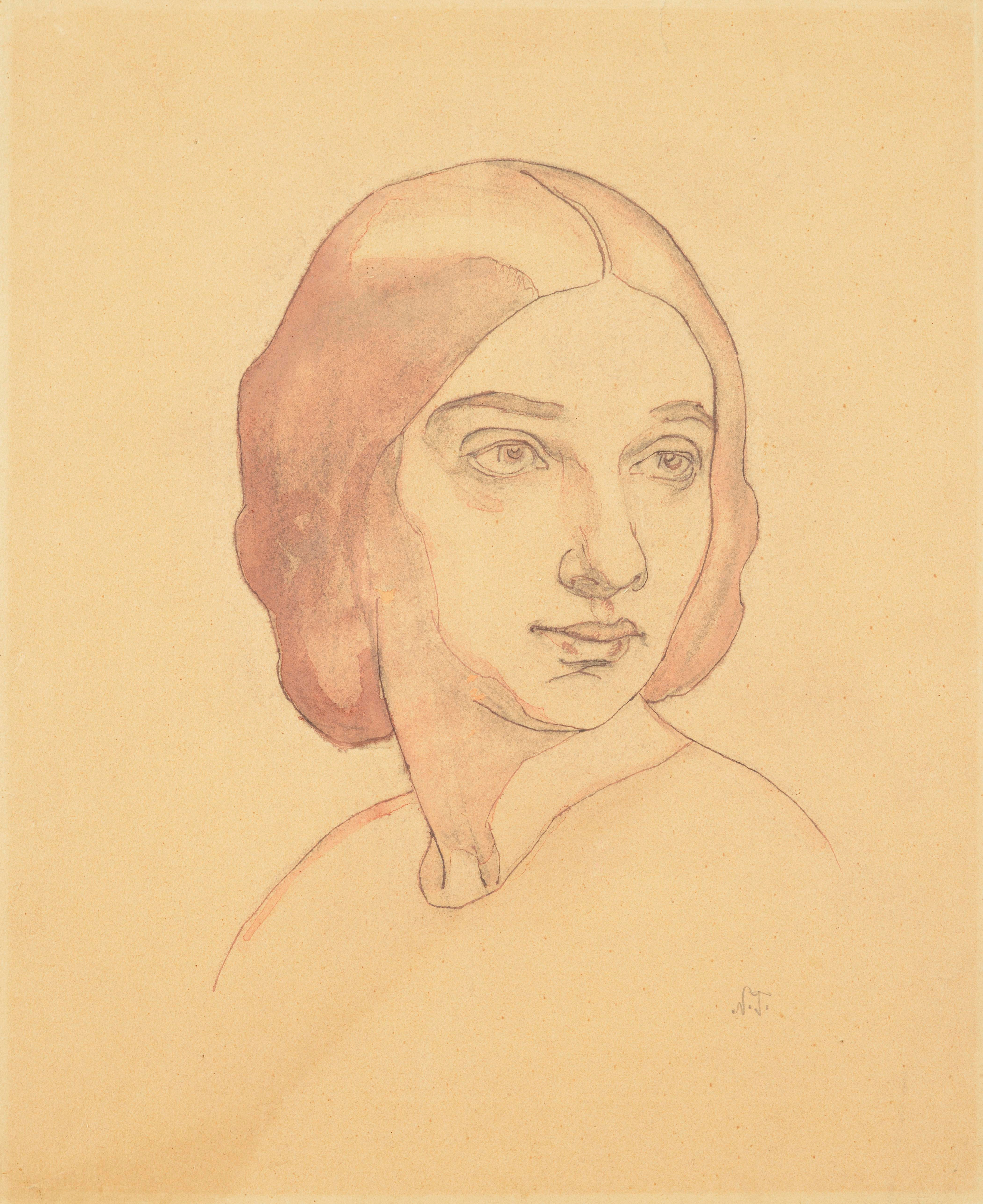
Retrato del Pr. V. Triik-Martna  (sin fecha)

### Otras lecturas
- Alfred Vaga, Nikolai Triik, (Vol.1 de «Grandes hombres estonios»), Loodus, 1939.
- Evi Pihlak, Nikolai Triik, 1884-1940 (catálogo de exposición) Museo de Arte de Tallinna, 1959, reeditado 1969.

- Datos: Q352190
- Multimedia: Nikolai Triik / Q352190